# Tombstone, Arizona
Tombstone, grad u američkoj saveznoj državi Arizona. Prema popisu stanovništva iz 2010. u njemu je živjelo 1380 stanovnika. Grad je osnovan u drugoj polovici 19. stoljeća kao jedan od brzorastućih naselja na Divljem zapadu. Bio je sjecište trgovaca, kauboja i rudara.

## Povijest
Naselje je osnovao uskoro nakon 1877. godine kada je tragač za zlatom Ed Schieffelin otkrio nalazišta srebra u okolici. Uskoro su to područje preplavili brojni rudari, pustolovi i trgovci, čime je populacija narasla na oko 7000 stanovnika. Uskoro je gradska živost i srebro privuklo odmetnike poput Johnnyja Ringa, ali i predstavnike zakona poput Wyatta Earpa, njegove braće Virgila i Morgana te Wyattovog prijatelja Doca Hollidayja, koji je u Tombstoneu djelovao kao predstavnik zakona, iako je većinom bio odmetnik od zakona.
Dana 26. listopada 1881. godine dogodila se znamenit obračun kod O. K. Corrala u kojoj su se braća Earp i Doc Holiday u svega 30-tak sekundi obračunali s bandom Ikea Clantona i tom prilikom ubili trojicu njegovih ljudi: njegova brata Billyja Clantona, Toma McLauryja i Franka McLauryja. Sukob između Earpovih i Clantonovih uskoro je nastavljen kada je iz zasjede upucan šerif Virgil Earp, u prosincu iste godine, dok je 18. ožujka 1882. godine, kaubojska družina, vjerojatno povezana s Ikeom Clantonom, ubila Morgana Earpa. Nakon toga su Wyatt i njegov brat Warren te Doc Holiday proveli godinu dana na osvetničkom zadatku, ubijajući članove Clantonove bande.
Dana 25. svibnja 1882. godine izgorila je većina zapadnog središta grada, uključujući O. K. Corral, ali su građani obnovili grad. Godine 1886. građani su otkrili izvor vode, ali je prvotno oduševljenje utišano kada je poplava uništila većinu rudnika, zbog čega je grad umalo bio raseljen. Tek su 1890. građani instalirali sofisticiranije pumpe za izvlačenje vode u rudnike pa su oni opet proradili.
Godine 1929. sjedište okruga premješteno je Bisbee, ali građani su ipak uspjeli očuvati opstanak svog grada. Oslonili su se na turističku promociju svoga grada te su popravili i obnovili brojne povijesne zgrade iz razdoblja Divljeg zapada.

## Vanjske poveznice
|  | Zajednički poslužitelj ima još gradiva o temi Tombstone, Arizona |

- Tombstone – tombstoneweb.com (engl.)
- Tombstone, Arizona – discovertombstone.com (engl.)